# 凹叶山蚂蝗
凹叶山蚂蝗（学名：Tateishia concinna）为豆科雅蚂蝗属下的一个种，原生於印度次大陸到中國南部一帶，曾归类于近缘的山蚂蝗属。

## 分佈
本種原生於印度次大陸到中國南方，包括阿薩姆邦、孟加拉國、中國西南地區、中國中南地區、東喜馬拉雅山、印度、緬甸、尼泊爾、巴基斯坦、以及西喜馬拉雅山等。

## 扩展阅读
- 維基物種上的相關：凹叶山蚂蝗